# Eddy Louiss
Eddy Louiss (Párizs 14. kerülete, 1941. május 2. – Poitiers, 2015. június 30.) francia dzsesszzongorista, -orgonista.

## Pályafutása
Eddy Louiss pályája nagy részét saját együttese vezetésével töltötte Franciaországban. Kétízben készített figyelemreméltó lemezeket, mindkettőt orgonán.
A Les Double Six együttes tagjaként énekelt (1961-1963), zongorázott Johnny Griffinnel a 60-as évek közepén, időnként dolgozott Kenny Clarke-kal és Jean-Luc Ponty-val. A legismertebb a „Dynasty” című felvétele Stan Getzzel (1971), valamint Michel Petrucciani zongoraművésszel készített duettje (1994).

## Albumok
- Jazz Long Playing & Daniel Humair and Jean-Luc Ponty (1964)
- Trio HLP & Daniel Humair and Jean-Luc Ponty (1966)
- Eddy Louiss Trio & Kenny Clarke, René Thomas (1968)
- Our Kind of Sabi & John Surman, Niels-Henning Ørsted Pedersen, Daniel Humair (1970)
- Orgue, Vols. 1 & 2, & Kenny Clarke, Jimmy Gourley, Guy Pedersen (1971)
- Bohemia After Dark, & Jimmy Gourley, Guy Pedersen, Kenny Clarke, (1973)
- Histoire Sans Parole (1979)
- Sang mêlé, 1987
- Eddy Louiss/Michel Petrucciani (live)(1994)
- Conférence de presse & Michel Petrucciani (1994)
- Conférence de presse, Vol. 2, (1995)
- Louisiana (1995)
- Floméla & Marc Bertaux, Tony Bonfils, Steve Ferrone, Bob Garcia, Jo Maka, Luigi Trussardi, Jean-Louis Viale (1996)
- Multicolor Feeling Fanfare (1989)
- WéBé (2000)
- Recit Proche & Xavier Cobo, Jean Marie Ecay, Paco Sery (2001)
- Jazz in Paris: Bohemia After Dark & Kenny Clarke, Jimmy Gourley, Guy Pedersen (2001)
- Jazz in Paris: Porgy & Bess (2001)
- Face to Face & Richard Galliano (2001)
- Ô Toulouse... Hommage à Claude (2006)

### Stan Getz
- Dynasty (Stan Getz album) (1971)
- Communications '72 (1972)